# Algoritmo de Risch
En matemática el algoritmo de Risch, nombrado en honor a Robert H. Risch, es un algoritmo utilizado para el cálculo de integrales indefinidas, es decir, encontrar la función primitiva de una función dada.
El algoritmo transforma el problema de integración en un problema de álgebra diferencial. Se basa en el tipo de función que se integra y en el uso de métodos para integrar funciones racionales, radicales, logaritmos, y funciones exponenciales. 
Risch desarrolló el algoritmo en 1968, denominándolo un procedimiento de decisión, porque es un método para decidir si una función posee como integral indefinida una función elemental; y en el caso que la tuviera permite calcularla. En 1976 se desarrolló el algoritmo de Risch-Norman, que aunque es más rápido es una técnica menos poderosa.

## Descripción
El algoritmo de Risch se usa para integrar funciones elementales. Laplace resolvió el problema de la integración para el caso de funciones racionales demostrando que la integral de una función racional es otra función racional más un número finito de múltiplos de logaritmos de funciones racionales. El algoritmo sugerido por Laplace se describe en muchos manuales de cálculo elemental pero solo se implementó algorítmicamente en los años 1960.
Liouville formuló el problema cuya solución viene dada por el algoritmo de Risch. Liouville consiguió demostrar analíticamente que si existe una función elemental g que sea solución de la ecuación g ′ = f entonces existe un cierto número de constantes αi y funciones elementales ui y v, tales que:

{\displaystyle f=\sum _{i<n}\alpha _{i}{\frac {u_{i}^{\prime }}{u_{i}}}+v^{\prime }\qquad \Rightarrow \qquad g=v+\sum _{i<n}\alpha _{i}\,\ln(u_{i})}

Risch desarrolló un método que permite considerar sólo un conjunto finito de funciones elementales de la forma encontrada por Liouville para resolver el problema.
La intuición detrás del algoritmo de Risch proviene del comportamiento de las derivadas de las funciones exponencial y logarítmica. Para la función f eg, donde f y g son funciones diferenciables, se tiene:

{\displaystyle (f\cdot e^{g})'=(f^{\prime }+f\cdot g^{\prime })\cdot e^{g},}

por lo que si eg apareciera como resultado de una integración indefinida, entonces debería aparecer dentro de la integral. Igualmente para los logaritmos se tendría:

{\displaystyle (f\cdot \ln ^{n}g)'=(f^{\prime }+f{\frac {n}{g\ln {g}}}\cdot g^{\prime })\cdot ln^{n}{g}}

entonces si lnng apareciera como resultado de la integración,entonces solo se esperaría que aparecieran unas pequeñas potencias del logaritmo.
Una consecuencia importante del algoritmo de Risch es que la integral gaussiana IG no es una función elemental.

{\displaystyle I_{G}(x):=\int _{0}^{x}e^{-t^{2}}dt}